# Máximo Alonso
Máximo David Alonso Fontes, noto semplicemente come Máximo Alonso (Maldonado, 5 luglio 2002), è un calciatore uruguaiano, attaccante del Cerro.

## Caratteristiche tecniche
È un centravanti.

## Carriera

### Club
Cresciuto nel settore giovanile del Peñarol, debutta in prima squadra il 18 ottobre 2020 in occasione del match di Primera División Profesional perso 2-1 contro il Defensor Sporting.

### Nazionale
Nel 2017 ha preso parte con la nazionale Under-15 uruguaiana al campionato sudamericano di categoria.

## Statistiche
Statistiche aggiornate al 18 febbraio 2021.

### Presenze e reti nei club
| Stagione        | Squadra         | Campionato      | Campionato | Campionato | Coppe nazionali | Coppe nazionali | Coppe nazionali | Coppe continentali | Coppe continentali | Coppe continentali | Altre coppe | Altre coppe | Altre coppe | Totale | Totale | Totale |
| Stagione        | Squadra         | Comp            | Pres       | Reti       | Comp            | Pres            | Reti            | Comp               | Pres               | Reti               | Comp        | Pres        | Reti        | Pres   | Reti   |        |
| --------------- | --------------- | --------------- | ---------- | ---------- | --------------- | --------------- | --------------- | ------------------ | ------------------ | ------------------ | ----------- | ----------- | ----------- | ------ | ------ | ------ |
| 2020            | Peñarol         | PD              | 4          | 0          |                 | -               | -               |                    | -                  | -                  |             | -           | -           | 4      | 0      |        |
| Totale carriera | Totale carriera | Totale carriera | 4          | 0          |                 | -               | -               |                    | 0                  | 0                  |             | -           | -           | 4      | 0      |        |

## Palmarès

### Club

#### Competizioni nazionali
- Campionato uruguaiano: 1

Peñarol: 2021
- Supercopa Uruguaya: 1

Peñarol: 2022

#### Competizioni giovanili
- Coppa Libertadores Under-20: 1

Peñarol: 2022